# Italian Songbook
Italian Songbook (с англ. — «Итальянский песенник») — сборник, итальянской певицы Мины, выпущенный 27 ноября 2020 года на лейбле PDU. Альбом был выпущен в двух частях: Orione (с итал. — «Орион») и Cassiopea (с итал. — «Кассиопея»). Примечательно, что оба сборника выпущены на лейбле PDU, но при этом дистрибьютором у Orione является Warner Music Italy, а у Cassiopea — Sony Music.

## Об альбоме
| Оценки критиков | Оценки критиков |
| Источник        | Оценка          |
| --------------- | --------------- |
| Rockol          | 7/10            |
| Style           | без оценки      |

На альбоме представлены песни только на итальянском языке, записанные Миной ранее для студийных альбомов и сборников. Также были записаны две новые песни — «Nel cielo dei bars» (вошла в Orione) и «Un tempo piccolo» (Cassiopea) — обе были выпущены как синглы 19 ноября 2020. Песня «Nel cielo dei bars» — из репертуара знаменитого итальянского певица Фреда Бускальоне, написанная им же в соавторстве с Лео Кьоссо, а «Un tempo piccolo» — из репертуара группы Tiromancino, написанная Антонио Гауди, Альберто Лауренти и Франко Калифано. По словам Массимилиано Пани, планируется выпусть ещё несколько подобных сборников.
По задумке Мины, названия альбомов — «Орион» и «Кассиопея», являющиеся созвездиями, находящиеся в южном и северном полушариях соответственно — должны показывать альбомы как части большой вселенной, как бы «созвездия песен». Также Орион (сильный и грозный охотник) и Кассиопея (красивая, тщеславная и жестокая королева) — персонажи древнегреческой мифологии. Данный контраст отражён и в оформлении альбома. Им вновь занимался Мауро Балетти, для обеих частей было выбрано одно фото, однако разные цвета: для Cassiopea — синий, а для Orione — красный, соответственно внутреннее оформление и цвет винила был для каждого свой. Оба альбома вышли на физических носителях: CD (диджипак) и LP (двойной альбом, цветной винил), а также в цифровом формате. Все песни на сборнике были подвергнуты новому ремастерингу.
Две части альбома смогли дебютировать в первой пятёрке итальянского альбомного чарта FIMI: Cassiopea занял 3 место, а Orione — 4. Друг за другом они расположились и в альбомном чарте для виниловых пластинок, заняв 2 (Cassiopea) и 3 (Orione) места. Cassiopea также удалось попасть в швейцарский чарт на 78 позицию.

## Orione

### Список композиций
| №                   | Название                         | Текст песни                         | Музыка                              | Из альбома                | Длительность |
| ------------------- | -------------------------------- | ----------------------------------- | ----------------------------------- | ------------------------- | ------------ |
| 1.                  | «Va bene, va bene così»          | Васко Росси                         | Роберто Касини, Доменико Кампореале | Canarino mannaro (1994)   | 5:23         |
| 2.                  | «Oggi sono io»                   | Алекс Бритти                        | Алекс Бритти                        | Mina in studio (2003)     | 3:51         |
| 3.                  | «Portati via»                    | Стефано Борджа                      | Стефано Борджа                      | Bula Bula (2005)          | 3:53         |
| 4.                  | «Almeno tu nell’universo»        | Бруно Лауци                         | Маурицио Фабрицио                   | Pappa di latte (1995)     | 4:26         |
| 5.                  | «Io domani»                      | Джанкарло Бигацци, Джанни Белла     | Джанкарло Бигацци, Джанни Белла     | Sì, buana (1986)          | 5:00         |
| 6.                  | «Questa canzone»                 | Паоло Лимити                        | Марио Нобиле                        | Piccolino (2011)          | 3:21         |
| 7.                  | «Che m’importa del mondo»        | Франко Мильяччи                     | Луис Бакалов                        | Canarino mannaro (1994)   | 3:49         |
| 8.                  | «Una lunga storia d’amore»       | Джино Паоли                         | Джино Паоли                         | Uiallalla (1989)          | 3:45         |
| 9.                  | «Il cielo in una stanza»         | Джино Паоли                         | Джино Паоли                         | The Collection 3.0 (1988) | 2:43         |
| 10.                 | «L’importante è finire»          | Кристиано Мальджольо                | Альберто Анелли                     | La Mina (1975)            | 3:22         |
| 11.                 | «Ricominciamo»                   | Бруно Тавернезе                     | Луиджи Альбертелли                  | Cremona (1996)            | 4:04         |
| 12.                 | «La sola ballerina che tu avrai» | Самуэли Керри                       | Маттия Джиси, Аксель Пани           | Selfie (2014)             | 3:49         |
| 13.                 | «Parlami d’amore Mariù»          | Эннио Нери                          | Сезаре Андреа Биксо                 | Lochness (1993)           | 1:58         |
| 14.                 | «Amara terra mia»                | Доменико Модуньо, Энрика Бонаккорти | Доменико Модуньо                    | Sconcerto (2001)          | 4:09         |
| 15.                 | «Nel cielo dei bars»             | Фред Бускальоне, Лео Кьоссо         | Фред Бускальоне, Лео Кьоссо         | неизданная ранее          | 3:28         |
| Общая длительность: | Общая длительность:              | Общая длительность:                 | Общая длительность:                 | Общая длительность:       | 57:15        |

| №  | Название                | Текст песни    | Музыка                              | {{{extra_column}}}      | Длительность |
| -- | ----------------------- | -------------- | ----------------------------------- | ----------------------- | ------------ |
| 1. | «Va bene, va bene così» | Васко Росси    | Роберто Касини, Доменико Кампореале | Canarino mannaro (1994) | 5:23         |
| 2. | «Oggi sono io»          | Алекс Бритти   | Алекс Бритти                        | Mina in studio (2003)   | 3:51         |
| 3. | «Portati via»           | Стефано Борджа | Стефано Борджа                      | Bula Bula (2005)        | 3:53         |

| №  | Название                  | Текст песни                     | Музыка                          | {{{extra_column}}}      | Длительность |
| -- | ------------------------- | ------------------------------- | ------------------------------- | ----------------------- | ------------ |
| 1. | «Almeno tu nell’universo» | Бруно Лауци                     | Маурицио Фабрицио               | Pappa di latte (1995)   | 4:26         |
| 2. | «Io domani»               | Джанкарло Бигацци, Джанни Белла | Джанкарло Бигацци, Джанни Белла | Sì, buana (1986)        | 5:00         |
| 3. | «Questa canzone»          | Паоло Лимити                    | Марио Нобиле                    | Piccolino (2011)        | 3:21         |
| 4. | «Che m’importa del mondo» | Франко Мильяччи                 | Луис Бакалов                    | Canarino mannaro (1994) | 3:49         |

| №  | Название                         | Текст песни          | Музыка                    | {{{extra_column}}}        | Длительность |
| -- | -------------------------------- | -------------------- | ------------------------- | ------------------------- | ------------ |
| 1. | «Una lunga storia d’amore»       | Джино Паоли          | Джино Паоли               | Uiallalla (1989)          | 3:45         |
| 2. | «Il cielo in una stanza»         | Джино Паоли          | Джино Паоли               | The Collection 3.0 (1988) | 2:43         |
| 3. | «L’importante è finire»          | Кристиано Мальджольо | Альберто Анелли           | La Mina (1975)            | 3:22         |
| 4. | «La sola ballerina che tu avrai» | Самуэли Керри        | Маттия Джиси, Аксель Пани | Selfie (2014)             | 3:49         |

| №  | Название                | Текст песни                         | Музыка                      | {{{extra_column}}} | Длительность |
| -- | ----------------------- | ----------------------------------- | --------------------------- | ------------------ | ------------ |
| 1. | «Ricominciamo»          | Бруно Тавернезе                     | Луиджи Альбертелли          | Cremona (1996)     | 4:04         |
| 2. | «Parlami d’amore Mariù» | Эннио Нери                          | Сезаре Андреа Биксо         | Lochness (1993)    | 1:58         |
| 3. | «Amara terra mia»       | Доменико Модуньо, Энрика Бонаккорти | Доменико Модуньо            | Sconcerto (2001)   | 4:09         |
| 4. | «Nel cielo dei bars»    | Фред Бускальоне, Лео Кьоссо         | Фред Бускальоне, Лео Кьоссо | неизданная ранее   | 3:28         |

### Чарты
Еженедельные чарты
| Чарт (2020)                | Высшая позиция |
| -------------------------- | -------------- |
| Италия (Classifica album)  | 4              |
| Италия (Classifica vinili) | 3              |

## Cassiopea

### Список композиций
| №                   | Название                            | Текст песни                                        | Музыка                              | Из альбома                                | Длительность |
| ------------------- | ----------------------------------- | -------------------------------------------------- | ----------------------------------- | ----------------------------------------- | ------------ |
| 1.                  | «Anche un uomo»                     | Альберто Теста, Майк Бонджорно, Людовико Перегрини | Анселмо Дженовезе                   | Attila (1979)                             | 4:48         |
| 2.                  | «La lontananza»                     | Доменико Модуньо, Энрика Бонаккорти                | Доменико Модуньо                    | Sconcerto (2001)                          | 6:11         |
| 3.                  | «Vento nel vento»                   | Могол                                              | Лучио Баттисти                      | Paradiso (Lucio Battisti Songbook) (2018) | 4:36         |
| 4.                  | «Caruso»                            | Лучо Далла                                         | Лучо Далла                          | Ti conosco mascherina (1990)              | 4:07         |
| 5.                  | «Oro / La canzone del sole»         | Могол                                              | Джузеппе Манго / Лучио Баттисти     | Canarino mannaro (1994)                   | 5:59         |
| 6.                  | «I migliori anni della nostra vita» | Гуидо Морра,                                       | Маурицио Фабрицио                   | Mina Nº 0 (1999)                          | 5:16         |
| 7.                  | «Canzoni stonate»                   | Могол                                              | Альдо Донати                        | Ridi pagliaccio (1988)                    | 4:12         |
| 8.                  | «Fortissimo»                        | Лина Вертмюллер                                    | Бруно Канфора                       | Ti conosco mascherina (1990)              | 4:20         |
| 9.                  | «Malafemmena»                       | Антонио Де Куртис                                  | Антонио Де Куртис                   | Ti conosco mascherina (1990)              | 3:32         |
| 10.                 | «Volami nel cuore»                  | Альберто Теста                                     | Манрико Молоньи, Гуальтьеро Мальони | Cremona (1996)                            | 3:34         |
| 11.                 | «Con te sarà diverso»               | Фабрицио Берлинчиони                               | Мауро Кулотта                       | Leggera (1997)                            | 4:32         |
| 12.                 | «Compagna di viaggio»               | Джорджо Фалетти                                    | Джорджо Фалетти                     | Piccolino (2011)                          | 4:11         |
| 13.                 | «Volevo scriverti da tanto»         | Джузеппе Фулькьери                                 | Маурицио Фабрицио                   | Maeba (2018)                              | 4:27         |
| 14.                 | «L’uomo dell’autunno»               | Джузеппе Фулькьери                                 | Маурицио Фабрицио                   | Piccolino (2011)                          | 4:44         |
| 15.                 | «Un tempo piccolo»                  | Антонио Гауди                                      | Альберто Лауренти, Франко Калифано  | неизданная ранее                          | 4:06         |
| Общая длительность: | Общая длительность:                 | Общая длительность:                                | Общая длительность:                 | Общая длительность:                       | 68:00        |

| №  | Название          | Текст песни                                        | Музыка            | {{{extra_column}}}                        | Длительность |
| -- | ----------------- | -------------------------------------------------- | ----------------- | ----------------------------------------- | ------------ |
| 1. | «Anche un uomo»   | Альберто Теста, Майк Бонджорно, Людовико Перегрини | Анселмо Дженовезе | Attila (1979)                             | 4:48         |
| 2. | «La lontananza»   | Доменико Модуньо, Энрика Бонаккорти                | Доменико Модуньо  | Sconcerto (2001)                          | 6:11         |
| 3. | «Vento nel vento» | Могол                                              | Лучио Баттисти    | Paradiso (Lucio Battisti Songbook) (2018) | 4:36         |
| 4. | «Caruso»          | Лучо Далла                                         | Лучо Далла        | Ti conosco mascherina (1990)              | 4:07         |

| №  | Название                            | Текст песни     | Музыка                          | {{{extra_column}}}           | Длительность |
| -- | ----------------------------------- | --------------- | ------------------------------- | ---------------------------- | ------------ |
| 1. | «Oro / La canzone del sole»         | Могол           | Джузеппе Манго / Лучио Баттисти | Canarino mannaro (1994)      | 5:59         |
| 2. | «I migliori anni della nostra vita» | Гуидо Морра,    | Маурицио Фабрицио               | Mina Nº 0 (1999)             | 5:16         |
| 3. | «Canzoni stonate»                   | Могол           | Альдо Донати                    | Ridi pagliaccio (1988)       | 4:12         |
| 4. | «Fortissimo»                        | Лина Вертмюллер | Бруно Канфора                   | Ti conosco mascherina (1990) | 4:20         |

| №  | Название              | Текст песни          | Музыка                              | {{{extra_column}}}           | Длительность |
| -- | --------------------- | -------------------- | ----------------------------------- | ---------------------------- | ------------ |
| 1. | «Malafemmena»         | Антонио Де Куртис    | Антонио Де Куртис                   | Ti conosco mascherina (1990) | 3:32         |
| 2. | «Volami nel cuore»    | Альберто Теста       | Манрико Молоньи, Гуальтьеро Мальони | Cremona (1996)               | 3:34         |
| 3. | «Con te sarà diverso» | Фабрицио Берлинчиони | Мауро Кулотта                       | Leggera (1997)               | 4:32         |
| 4. | «Compagna di viaggio» | Джорджо Фалетти      | Джорджо Фалетти                     | Piccolino (2011)             | 4:11         |

| №  | Название                    | Текст песни        | Музыка                             | {{{extra_column}}} | Длительность |
| -- | --------------------------- | ------------------ | ---------------------------------- | ------------------ | ------------ |
| 1. | «Volevo scriverti da tanto» | Джузеппе Фулькьери | Маурицио Фабрицио                  | Maeba (2018)       | 4:27         |
| 2. | «L’uomo dell’autunno»       | Джузеппе Фулькьери | Маурицио Фабрицио                  | Piccolino (2011)   | 4:44         |
| 3. | «Un tempo piccolo»          | Антонио Гауди      | Альберто Лауренти, Франко Калифано | неизданная ранее   | 4:06         |

### Чарты
Еженедельные чарты
| Чарт (2020)                     | Высшая позиция |
| ------------------------------- | -------------- |
| Италия (Classifica album)       | 3              |
| Италия (Classifica vinili)      | 2              |
| Швейцария (Schweizer Hitparade) | 78             |